# Selección femenina de fútbol sub-17 de España
La selección femenina de fútbol sub 17 de España es el equipo representativo del país en las competiciones oficiales de fútbol femenino de la categoría sub-17. La Real Federación Española de Fútbol está encargada del funcionamiento del equipo.
Ha participado en trece ediciones del Campeonato Europeo Femenino Sub-17 de la UEFA desde 2009, obteniendo el campeonato en cinco ocasiones: 2010, 2011, 2015, 2018 y 2024 y subcampeonatos en otras seis ocasiones.  
Ha participado en seis ediciones de la Copa Mundial Femenina de Fútbol Sub-17, obteniendo el título en 2018 y 2022.

## Historial

### Campeonato Mundial Sub-17
| Año   | Posición                                   | PJ                                         | PG                                         | PE                                         | PP                                         | GF                                         | GC                                         |             |
| ----- | ------------------------------------------ | ------------------------------------------ | ------------------------------------------ | ------------------------------------------ | ------------------------------------------ | ------------------------------------------ | ------------------------------------------ | ----------- |
| 2008  | No clasificó                               | No clasificó                               | No clasificó                               | No clasificó                               | No clasificó                               | No clasificó                               | No clasificó                               |             |
| 2010  | Tercera                                    | 6                                          | 5                                          | 0                                          | 1                                          | 13                                         | 6                                          |             |
| 2012  | No clasificó                               | No clasificó                               | No clasificó                               | No clasificó                               | No clasificó                               | No clasificó                               | No clasificó                               |             |
| 2014  | Subcampeona                                | 6                                          | 4                                          | 0                                          | 2                                          | 15                                         | 5                                          |             |
| 2016  | Tercera                                    | 6                                          | 4                                          | 1                                          | 1                                          | 15                                         | 5                                          |             |
| 2018  | Campeona                                   | 6                                          | 4                                          | 2                                          | 0                                          | 15                                         | 3                                          |             |
| 2021  | Cancelado debido a la pandemia de COVID-19 | Cancelado debido a la pandemia de COVID-19 | Cancelado debido a la pandemia de COVID-19 | Cancelado debido a la pandemia de COVID-19 | Cancelado debido a la pandemia de COVID-19 | Cancelado debido a la pandemia de COVID-19 | Cancelado debido a la pandemia de COVID-19 |             |
| 2022  | Campeona                                   | 6                                          | 5                                          | 0                                          | 1                                          | 7                                          | 3                                          |             |
| 2024  | Subcampeona                                | 6                                          | 5                                          | 1                                          | 0                                          | 19                                         | 3                                          |             |
| 2025  | Clasificada                                | Clasificada                                | Clasificada                                | Clasificada                                | Clasificada                                | Clasificada                                | Clasificada                                | Clasificada |
| Total | 2 títulos                                  | 36                                         | 27                                         | 4                                          | 5                                          | 84                                         | 25                                         |             |

### Campeonato Europeo Femenino Sub-17 de la UEFA
| Año   | Posición                                   | PJ                                         | PG                                         | PE                                         | PP                                         | GF                                         | GC                                         |
| ----- | ------------------------------------------ | ------------------------------------------ | ------------------------------------------ | ------------------------------------------ | ------------------------------------------ | ------------------------------------------ | ------------------------------------------ |
| 2008  | No clasificó                               | No clasificó                               | No clasificó                               | No clasificó                               | No clasificó                               | No clasificó                               | No clasificó                               |
| 2009  | Subcampeona                                | 2                                          | 1                                          | 0                                          | 1                                          | 2                                          | 7                                          |
| 2010  | Campeona                                   | 2                                          | 1                                          | 1                                          | 0                                          | 3                                          | 0                                          |
| 2011  | Campeona                                   | 2                                          | 2                                          | 0                                          | 0                                          | 5                                          | 0                                          |
| 2012  | No clasificó                               | No clasificó                               | No clasificó                               | No clasificó                               | No clasificó                               | No clasificó                               | No clasificó                               |
| 2013  | Tercera                                    | 2                                          | 1                                          | 0                                          | 1                                          | 6                                          | 2                                          |
| 2014  | Subcampeona                                | 5                                          | 3                                          | 2                                          | 0                                          | 10                                         | 1                                          |
| 2015  | Campeona                                   | 5                                          | 3                                          | 2                                          | 0                                          | 13                                         | 4                                          |
| 2016  | Subcampeona                                | 5                                          | 3                                          | 1                                          | 1                                          | 10                                         | 3                                          |
| 2017  | Subcampeona                                | 5                                          | 2                                          | 2                                          | 1                                          | 9                                          | 6                                          |
| 2018  | Campeona                                   | 5                                          | 4                                          | 1                                          | 0                                          | 10                                         | 1                                          |
| 2019  | Tercera                                    | 4                                          | 2                                          | 1                                          | 1                                          | 10                                         | 3                                          |
| 2020  | Cancelado debido a la pandemia de COVID-19 | Cancelado debido a la pandemia de COVID-19 | Cancelado debido a la pandemia de COVID-19 | Cancelado debido a la pandemia de COVID-19 | Cancelado debido a la pandemia de COVID-19 | Cancelado debido a la pandemia de COVID-19 | Cancelado debido a la pandemia de COVID-19 |
| 2021  | Cancelado debido a la pandemia de COVID-19 | Cancelado debido a la pandemia de COVID-19 | Cancelado debido a la pandemia de COVID-19 | Cancelado debido a la pandemia de COVID-19 | Cancelado debido a la pandemia de COVID-19 | Cancelado debido a la pandemia de COVID-19 | Cancelado debido a la pandemia de COVID-19 |
| 2022  | Subcampeona                                | 5                                          | 4                                          | 0                                          | 1                                          | 16                                         | 2                                          |
| 2023  | Subcampeona                                | 5                                          | 4                                          | 0                                          | 1                                          | 16                                         | 4                                          |
| 2024  | Campeona                                   | 5                                          | 5                                          | 0                                          | 0                                          | 19                                         | 1                                          |
| 2025  | Fase de grupos                             | 4                                          | 2                                          | 1                                          | 1                                          | 11                                         | 5                                          |
| Total | 5 títulos                                  | 56                                         | 37                                         | 11                                         | 8                                          | 140                                        | 39                                         |